# C/2000 G2 (LINEAR)
C/2000 G2 (LINEAR) — одна з короткоперіодичних комет типу комети Галлея. Ця комета була відкрита 4 квітня 2000 року; вона мала 18.4m на час відкриття.